# 3545 Gaffey
3545 Gaffey este un asteroid din centura principală, descoperit pe 20 noiembrie 1981 de Edward Bowell.